# Babycurus multisubaculeatus
Espèce
Babycurus multisubaculeatus est une espèce de scorpions de la famille des Buthidae.

## Distribution
Cette espèce est endémique du Shabeellaha Hoose en Somalie. Elle se rencontre vers Afgooye.

## Description
La femelle holotype mesure 41,1 mm et le mâle paratype 47,4 mm.

## Publication originale
- Kovařík, 2000 : « Revision of Babycurus with descriptions of three new species (Scorpiones: Buthidae). » Acta Societatis Zoologicae Bohemicae, vol. 64, p. 235–265 (texte intégral).